# Д-25 (серия жилых домов)
Д-25 — одна из панельных  серий жилых домов, разработанная московским проектным институтом МНИИТЭП. Представляет собой 25-этажный односекционный панельный дом башенного типа. Годы строительства — с 2008 по настоящее время. Проекты данных новостроек распространены в Москве и Московской области. Сборные элементы здания производятся на Домостроительном комбинате №1 (ДСК-1).

## Описание
Серия Д-25 — панельные дома башенного типа. Данная серия — одна из самых многоэтажных возводимых панельных серий. Такая высота здания была достигнута за счет применения большого количества несущих стен. Таким образом, внутри квартир нельзя сносить практически никакие стены, так как они являются несущими, что практически не даёт возможности изменить внутри них планировку при выполнении ремонта. Однако во многих несущих стенах предусмотрены специальные места для пробивки проёмов, не требующих дополнительного усиления. 
В целом, дома данной серии соответствуют современным условиям, предъявляемым к жилым многоквартирных домам. Так, квартиры имеют просторные комнаты и кухни (особенно по сравнению с другими типовыми панельными сериями). В здании даже представлены трёхкомнатные квартиры общей площадью в 102 м2, что невозможно встретить ни в одной другой панельной серии. Такие просторные квартиры обычно характерны только для монолитных зданий. Также в трёхкомнатных квартирах предусмотрен гостевой санузел. Высота этажа составляет 2,7 м, что является хорошим показателем для панельных домов. В здании также установлено три лифта (один с грузоподъемностью 400 кг и два с грузоподъемностью 630 кг). На первом этаже здания предусмотрено размещение нежилых помещений под офисы и магазины.
Конструктивная система здания является стеновой с поперечными и продольными несущими стенами из сборных железобетонных панелей толщиной 180 мм, наружные стены выполнены из навесных трёхслойных панелей с эффективным утеплителем, общая толщина панелей — 300 мм.

## Основные характеристики
| Количество секций (подъездов) | 1                                                                                 |
| Этажность                     | 25. Первый этаж — нежилой высотой 2,8 м, помещения имеют отдельные входы с улицы. |
| Высота потолков               | 2,7 м                                                                             |
| Лифты                         | Три лифта, один из которых грузоподъёмностью 400 и два по 630 кг                  |
| Балконы                       | Во всех квартирах                                                                 |
| Количество квартир на этаже   | 6, 7, 8                                                                           |
| Перспектива сноса             | не предполагается                                                                 |

## Площади квартир
| Комнатность          | Общая, м² | Жилая, м² | Кухня, м² |
| 1-комнатная квартира | 41-48     | 16-21     | 12,3-13,2 |
| 2-комнатная квартира | 62-72     | 35-38     | 11,4-11,6 |
| 3-комнатная квартира | 95-103    | 50-53     | 14,2-16   |
|                      |           |           |           |

## Строительные конструкции
| Лестницы                 | Незадымляемые, сборные железобетонные |
| Мусоропровод             | Загрузочный клапан между этажами |
| Вентиляция               | Естественная вытяжная на кухне и в санузлах |
| Наружные стены           | Железобетонные навесные трехслойные панели (бетон — утеплитель полистирол — бетон) общей толщиной 30 см, со стороны фасада оштукатурены или облицованы плиткой "под кирпич" |
| Межкомнатные перегородки | Встречаются в разном исполнении: пазогребневые или пенобетонные блоки, гипсокартонные листы по металлокаркасу. Толщина перегородок 80-120 мм                                |
| Внутренние стены         | Сборные железобетонные панели толщиной 180 мм |
| Межэтажныеперекрытия     | Крупноразмерные («на комнату») сборные железобетонные плиты толщиной 140 мм                                                                                                 |
| Тип кровли               | Плоскоскатная с наклонными фризами из черепицы |

## Построенные дома
- Москва, Жигулёвская улица, 14к2
- Балашиха, мкрн Железнодорожный, пр-кт Героев, 1, 2, 9, 10

## Примечание
1. ↑  Н.П. Вильчик. Стр-во и эксплуатация зданий и сооружений. — М.: ИНФРА-М, 2008.